# Бад-Брюккенау
Бад-Брюккенау (нем. Bad Brückenau) — город и городская община в Германии, курорт, расположен в земле Бавария.
Подчинён административному округу Нижняя Франкония. Входит в состав района Бад-Киссинген. Население составляет 6756 человек (на 31 декабря 2010 года). Занимает площадь 23,73 км². Официальный код — 09 6 72 113.
Городская община подразделяется на 5 городских районов.

## Население
По оценке на 31 декабря 2015 года население общины Бад-Брюккенау составляет 6412 чел. 

| Дата      | 1840 | 1871 | 1900 | 1925 | 1939 | 1950 | 1961 | 1970 | 1987 | 2011 |
| --------- | ---- | ---- | ---- | ---- | ---- | ---- | ---- | ---- | ---- | ---- |
| Население | 2559 | 2393 | 2399 | 3374 | 3635 | 6076 | 5834 | 6270 | 6038 | 6526 |

| Год       | 1960 | 1970 | 1980 | 1990 | 2000 | 2009 | 2010 | 2011 | 2012 | 2013 | 2014 | 2015 |
| --------- | ---- | ---- | ---- | ---- | ---- | ---- | ---- | ---- | ---- | ---- | ---- | ---- |
| Население | 6411 | 6439 | 6453 | 6743 | 7312 | 6852 | 6756 | 6468 | 6462 | 6400 | 6523 | 6412 |

## История
В курортном районе в здании гостиницы «Bellevue» с 1908 по 1920 гг. находилась русская православная домовая церковь во имя св. равноапостольной Марии Магдалины, устроенная стараниями проживающих в Бад-Брюккенау барона Андрея Андреевича Будберга и его супруги Марии Александровны Будберг и находившаяся под попечением Свято-Князь-Владимирского братства. Об этом напоминает памятная доска на этом здании, установленная и освящённая к 100-летней годовщине освящения храма в 2008 году.

## Фотографии

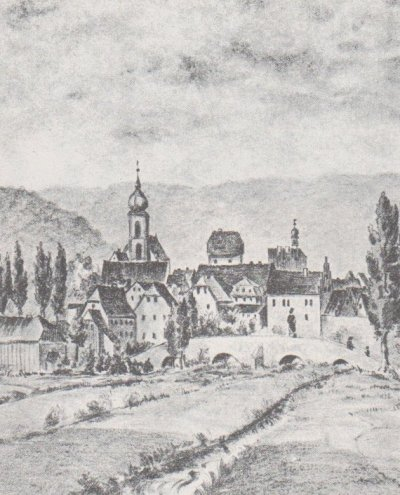
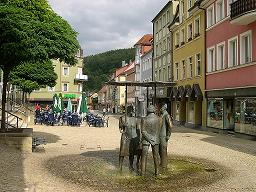

## Достопримечательности
- Монастырь Фолькерсберг

## Внешние ссылки
- Официальная страница Бад-Брюккенау (нем.)
- Статья о 100-летии русской церкви в Бад-Брюккенау в 2008 г. (недоступная ссылка — история).